# Calam Lynch
Calam Finbar Lynch (* 7. November 1994 in Warwickshire, England) ist ein britisch-irischer Schauspieler.

## Familie
Calam Lynch entstammt einer Schauspielerfamilie. Seine Eltern sind Finbar Lynch und Niamh Cusack. Sinéad Cusack und Sorcha Cusack sind seine Tanten, Jeremy Irons sein angeheirateter Onkel. Sein Großvater war Cyril Cusack, seine Cousins sind Max und Samuel Irons. Ein weiterer Cousin ist der Politiker Richard Boyd Barrett.

## Leben
Lynch absolvierte die Grundschule in Mottram St. Andrew, Cheshire. Später zog er mit seinen Eltern nach Barnes, London, wo er die Latymer Upper School in Hammersmith besuchte. Während seines Studiums der Klassischen Philologie am Somerville College in Oxford, das er 2017 beendete, begann er sich für Schauspielerei zu interessieren und fing an, Theater zu spielen.
Noch vor Ende seines Studiums unterschrieb er einen Agentenvertrag und gab 2017 mit einer kleinen Rolle als Matrose in Dunkirk sein Leinwanddebüt. Nach seinem Studium spielte er den Claudio in Viel Lärm um nichts am Rose Theater Kingston sowie die Figur des Eric/Cas in Wife am Kiln Theatre in London.

## Filmographie (Auswahl)
- 2017: Dunkirk
- 2018: Derry Girls (Fernsehserie, 1 Episode)
- 2018: Mrs Wilson (Miniserie)
- 2019: Poppycock (Kurzfilm)
- 2020: Black Beauty
- 2021: Benediction
- 2022: Bridgerton (Fernsehserie)
- 2023: Archie – Die Cary Grant Story (Miniserie)
- 2024: Der Herr der Ringe: Die Ringe der Macht (The Lord of the Rings: The Rings of Power, Fernsehserie)
- 2025: Miss Austen (Miniserie)